# Susana Momeso
Miriam Susana Momeso, conocida deportivamente como Susana Momeso (Santa Fe, ca. 1950) es una nadadora y baloncestista argentina que ganó la medalla de bronce en baloncesto en silla de ruedas en los Juegos Paralímpicos de Toronto 1976. Pertenece al Club Integral de Lisiados Santafesinos (CILSA), como deportista y como dirigente.
Por sus logros deportivos fue reconocida en Argentina como Maestra del Deporte Argentino (Ley 25962).

## Carrera deportiva

### Juegos Paralímpicos de Toronto 1976
Susana Momeso compitió en cinco eventos de natación y uno de baloncesto en silla de ruedas en los Juegos Paralímpicos de Toronto 1976, ganando una medalla de bronce (baloncesto) y un diploma paralímpico (posta 2x4 3x50m medley).

#### Bronce en baloncesto femenino
Susana Momeso integró el equipo de baloncesto femenino que ganó la medalla de bronce en Toronto 1976. El equipo estuvo integrado por Susana Bainer, Elsa Beltrán, Cristina Benedetti, Eugenia García, Graciela Gazzola, Susana Masciotra, Susana Momeso, Marcela Rizzotto, Yolanda Rosa, Cristina Spara y Silvia Tedesco.
Participaron cinco países: Argentina, Canadá, Estados Unidos, Israel y República Federal Alemana que jugaron todos contra todos. Argentina perdió con Israel 16-56 (medalla de oro) y perdió 15-32 con la República Federal Alemana (medalla de plata), y venció a Estados Unidos (34-13) y Canadá (27-23), clasificando tercera y obteniendo así la medalla de bronce.
| Baloncesto Mujeres | Baloncesto Mujeres | Baloncesto Mujeres |
|                    | País               |                    |
| ------------------ | ------------------ | ------------------ |
| 1                  | Israel             |                    |
| 2                  | Alemania (RFA)     |                    |
| 3                  | Argentina          |                    |
| Fuente: IPC.       |                    |                    |

#### Diploma en natación
| Natación Mujeres Posta 4x2 50m medley Participantes: 5 | Natación Mujeres Posta 4x2 50m medley Participantes: 5 | Natación Mujeres Posta 4x2 50m medley Participantes: 5 | Natación Mujeres Posta 4x2 50m medley Participantes: 5 | Natación Mujeres Posta 4x2 50m medley Participantes: 5 |
|                                                        | Atleta                                                 | País                                                   | Tiempo                                                 |                                                        |
| ------------------------------------------------------ | ------------------------------------------------------ | ------------------------------------------------------ | ------------------------------------------------------ | ------------------------------------------------------ |
| 1                                                      | L. Duine, J. Fokkinga-De-Zeeuv, L. Mol                 | Países Bajos                                           | 2:33.29                                                |                                                        |
| 2                                                      | Elena-Marie Bey, Syd Jacobs, Mickey Strole             | Estados Unidos                                         | 2:38.50                                                |                                                        |
| 3                                                      | Elzbieta Maczka, Anna Pogorzelska, Sobaczak            | Polonia                                                | 2:45.79                                                |                                                        |
| 4                                                      | Cristina Benedetti Susana Momeso Marcela Rizzotto      | Argentina                                              | 3:39.85                                                | DP                                                     |
| Fuente: IPC.                                           |                                                        |                                                        |                                                        |                                                        |